# Margaret Mead

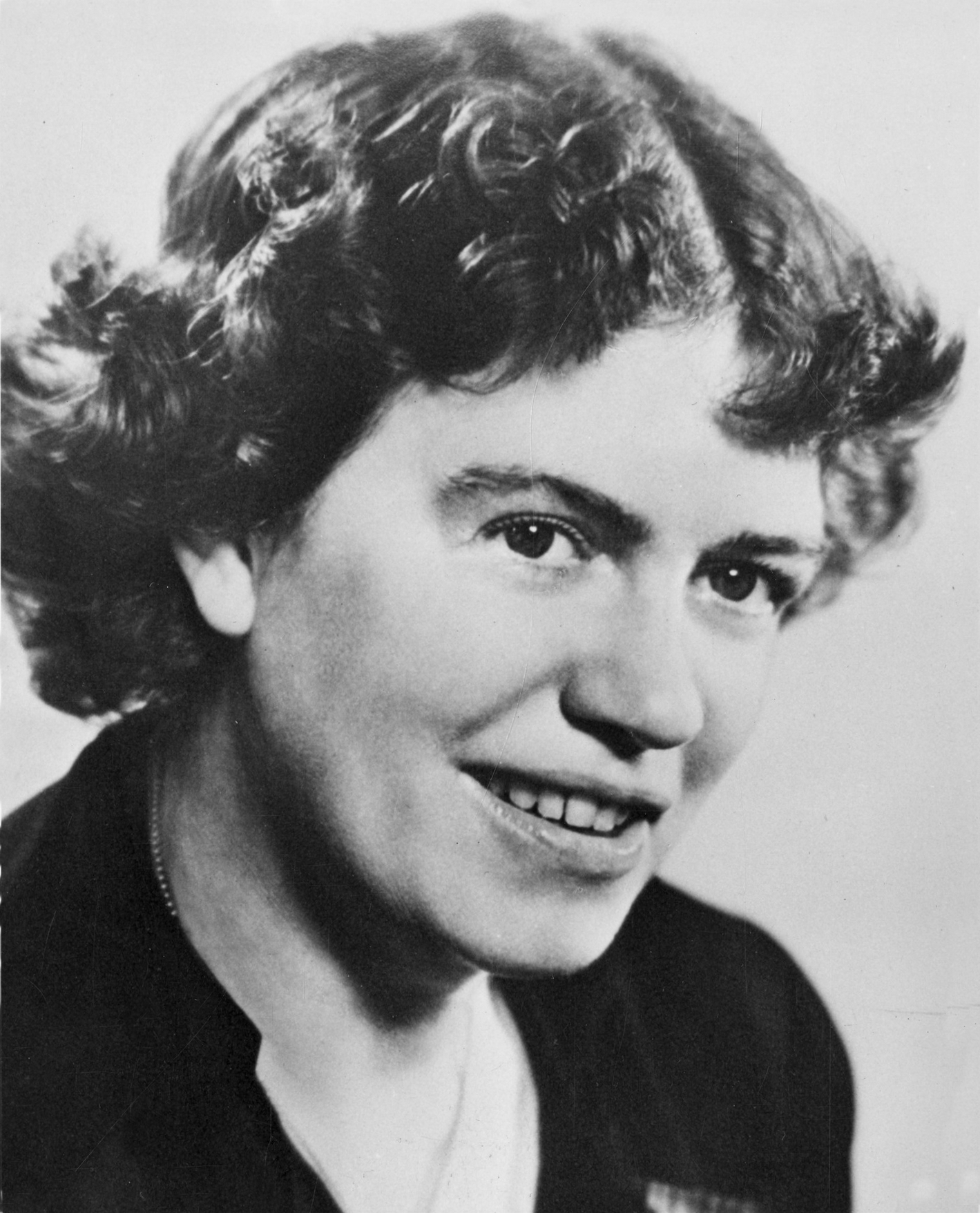
Margaret Mead in 1948

Margaret Mead (Philadelphia (Pennsylvania), 16 december 1901 – New York, 15 november 1978) was een Amerikaanse antropologe en wordt beschouwd als een van de pioniers in de culturele antropologie. Ze was een van de vele beroemd geworden leerlingen van Franz Boas en Ruth Benedict, met wie ze ook een relatie had, aan de Columbia University in New York en werd later conservator bij het American Museum of Natural History.
Zij kreeg bekendheid door haar eerste werk Coming of Age in Samoa (1928). Als een van de eerste vrouwelijke cultureel antropologen deed ze veel stof opwaaien in academische kringen, omdat door haar onderzoek (middels participerende observatie) de "superioriteit" van de mannelijke Amerikaanse cultuur werd gerelativeerd. Zo werd zij ook een boegbeeld voor de beweging voor vrouwenemancipatie.
Daarna deed ze ook onderzoek bij andere leefgemeenschappen, waaronder in Manus (Nieuw-Guinea).

## Enkele werken
- Coming of age in Samoa (1928), studie naar een eilandengroep in Oceanië, vooral onderzoek naar puberteit bij meisjes. (Ned. vert. De groei naar volwassenheid, Aula-Boeken 209. Utrecht/Antwerpen, 1965)
- Growing Up in New Guinea (1930). (Ned. vert. Natuurvolk en westerse beschaving, Aula-Boeken 171. Utrecht/Antwerpen, 1964)
- Sex and Temperament in Three Primitive Societies (1935), de neerslag van haar onderzoek bij de Arapesh, Tsjambuli en de Mundugumor in het stroomgebied van de Sepik (Papoea-Nieuw-Guinea). (Ned. vert. Seksualiteit en temperament, Aula-Boeken 86. Utrecht/Antwerpen, 1962)
- The Changing Culture of an Indian Tribe (1932)
- Male and Female (1949), een standaardwerk over de relatie der seksen in verschillende culturen (Ned. vert. Man en vrouw: een studie over de seksen in een veranderende wereld. Utrecht: Bijleveld, 1953)
- Soviet Attitudes Toward Authority. New York, 1951
- Cultural Patterns and Technical Change. New York, 1955
- New Lives for Old, Cultural Transformation in Manus 1928–1953 (1956), een vervolg op Growing up in New Guinea (1930) .
- People and Places (1959).(Ned. vert. Verre volken naderbij, Prisma Boeken 1082. Utrecht/Antwerpen, 1965
- Culture and Commitment (1970), een soort synthese van haar werk.
- A Rap on Race (met James Baldwin) (1971 (Ned. vert. Over ras. Utrecht: Bruna, 1971)
- Blackberry Winter; My Early Years (1972) (Ned. vert. Bramenwinter. Amsterdam: Contact, 1987)
- Letters from the Field, 1925–1975 (1977)
- Some Personal Views (ed. Roda Metraux). New York, 1979

## Citaat
Een beroemd citaat van haar:

"As the traveler who has once been from home is wiser than he who has never left his own doorstep, so a knowledge of one other culture should sharpen our ability to scrutinize more steadily, to appreciate more lovingly, our own."

## Trivia
In 1991 werd een inslagkrater op de planeet Venus naar haar vernoemd.
- Bibsys: 90093228
- Biblioteca Nacional de Chile: 000039556
- Biblioteca Nacional de España: XX958207
- Bibliothèque nationale de France: cb119154053 (data)
- Catàleg d'autoritats de noms i títols de Catalunya: 981058518459306706
- CiNii: DA00348973
- Gemeinsame Normdatei: 118579789
- International Standard Name Identifier: 0000 0001 2130 2524
- KulturNav: 2822ae44-0ffc-4a88-b5e5-2b745384f83c
- Library of Congress Control Number: n78093416
- Nationale Bibliotheek van Letland: 000006397
- MusicBrainz: e30c257c-e38f-4d94-b6a5-01e56ec45480
- National Archives and Records Administration: 10582259
- Bibliotheek van het Japanse parlement: 00449616
- Nationale Bibliotheek van Tsjechië: jn20010602021
- Nationale bibliotheek van Australië: 35150692
- Nationale Bibliotheek van Israël: 987007265103205171
- Nationale Bibliotheek van Polen: a0000001251946
- Nationale en Universitaire bibliotheek Zagreb: 000451124
- Nederlandse Thesaurus van Auteursnamen: 068675070
- PIC: 287562
- Réseau des bibliothèques de Suisse occidentale: 02-A012312359
- RKD-Nederlands Instituut voor Kunstgeschiedenis: 392478
- Istituto Centrale per il Catalogo Unico: CFIV004097
- LIBRIS: 267075
- SNAC: w6kw5d1c
- Système universitaire de documentation: 027020894
- Semantic Scholar: 144711616
- Trove: 843079
- Virtual International Authority File: 44302511
- WorldCat: E39PBJkhJhfrf4jBDggbxH3vpP